# Chlorophorus capillatus
Chlorophorus capillatus là một loài bọ cánh cứng trong họ Cerambycidae.